# Estádio Municipal Coronel José Bezerra
Estádio Municipal Coronel José Bezerra – stadion piłkarski, w Currais Novos, Rio Grande do Norte, Brazylia, na którym swoje mecze rozgrywa klub Associação Desportiva Potyguar Seridoense.